# Sant Miquel de Fluvià

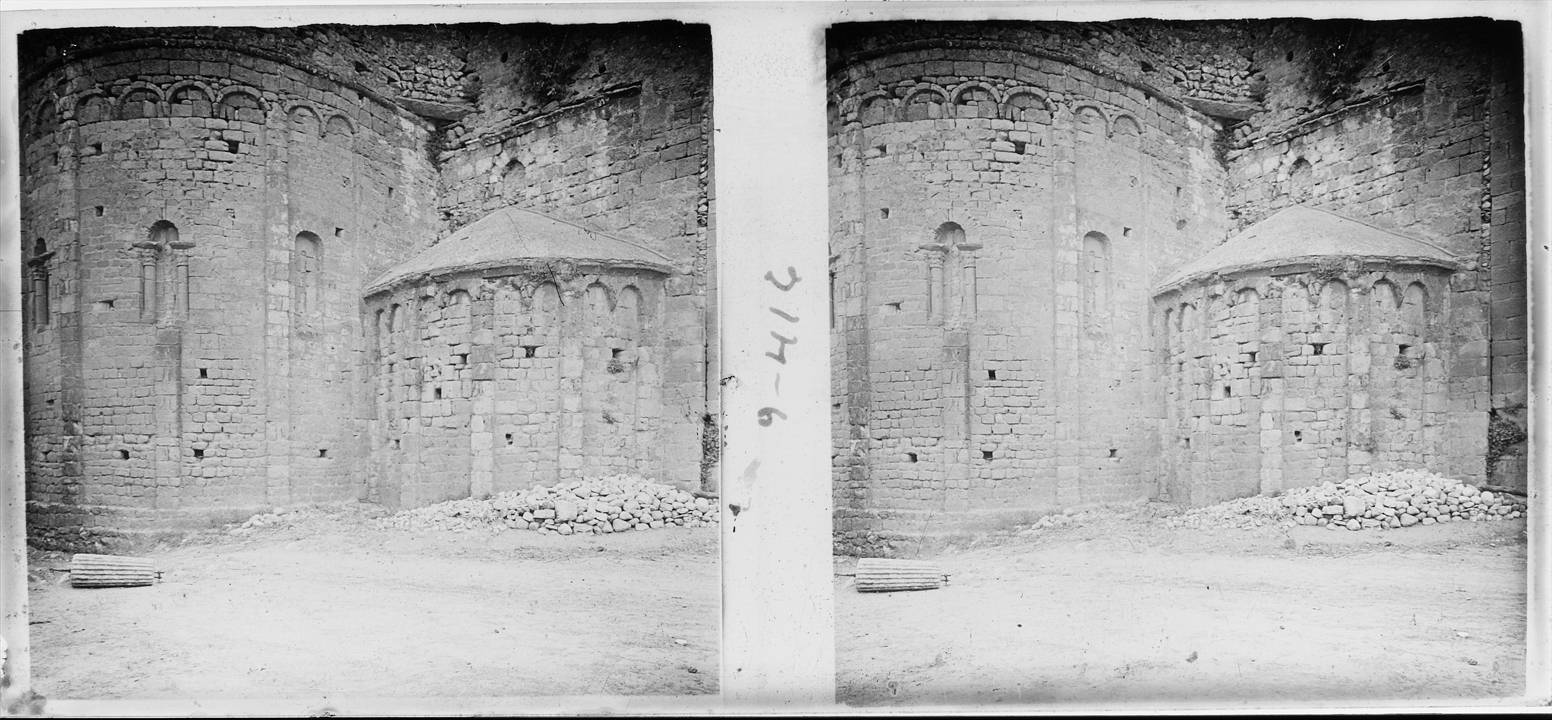
Absis central i lateral de l'església de Sant Miquel de Fluvià. Josep Salvany i Blanch (1917)

Sant Miquel de Fluvià és un municipi de la comarca de l'Alt Empordà d'aproximadament 700 habitants. S'anomena així perquè pel poble hi passa el riu Fluvià.
Els llocs més importants són: el forn romà, la font, el rentador, l'ermita de Sant Sebastià i el monestir.
El poble es divideix en dues parts: la part antiga i la part nova. A la part moderna es troba l'escola, que es diu Escola Vallgarriga, i més enllà, hi ha l'ermita, que es troba a l'entrada d'un bosc.
Al costat té un llogaret anomenat Sant Tomàs de Fluvià.

## Geografia
- Llista de topònims de Sant Miquel de Fluvià (Orografia: muntanyes, serres, collades, indrets..; hidrografia: rius, fonts...; edificis: cases, masies, esglésies, etc).

## El monestir
El monestir de Sant Miquel de Fluvià és romànic i data del segle xi. Està situat a la part antiga del poble, al mig de la plaça de l'Església, que es troba al costat de l'ajuntament.
L'alçada de la torre és de 28 metres aproximadament. Té tres naus i forma de creu llatina. A la part est hi ha l'altar i a la part oest hi ha la porta d'entrada.
Té dues voltes de creueria, un arc de migpunt i una volta de canó.
A la part d'entrada hi ha una clau de l'arc i les finestres són d'arc de mig punt.

## Demografia
| 1497 f | 1515 f | 1553 f | 1717 | 1787 | 1857 | 1877 | 1887 | 1900 | 1910 |
| ------ | ------ | ------ | ---- | ---- | ---- | ---- | ---- | ---- | ---- |
| 22     | -      | 27     | 71   | 114  | 377  | 340  | 281  | 286  | 278  |

| 1920 | 1930 | 1940 | 1950 | 1960 | 1970 | 1981 | 1990 | 1992 | 1994 |
| ---- | ---- | ---- | ---- | ---- | ---- | ---- | ---- | ---- | ---- |
| 301  | 260  | 248  | 246  | 296  | 392  | 473  | 563  | 549  | 549  |

| 1996 | 1998 | 2000 | 2002 | 2004 | 2006 | 2008 | 2010 | 2012 | 2014 |
| ---- | ---- | ---- | ---- | ---- | ---- | ---- | ---- | ---- | ---- |
| 576  | 539  | 625  | 609  | 654  | 671  | 718  | 765  | 780  | 798  |

| 2016 | 2018 | 2020 | 2022 | 2024 | 2026 | 2028 | 2030 | 2032 | 2034 |
| ---- | ---- | ---- | ---- | ---- | ---- | ---- | ---- | ---- | ---- |
| 742  | 746  | 761  | 808  | 839  | -    | -    | -    | -    | -    |